# دیزه، اردوباد
دیزه (به لاتین: Dizə) یک منطقهٔ مسکونی در جمهوری آذربایجان است که در شهرستان اردوباد واقع شده‌است. دیزه ۳۳۹ نفر جمعیت دارد. واژه فارسی دیزه (شکلی از واژه دژ) به معنی دژ و روستای محصور است و در نام بسیاری از روستاهای ایران و نواحی پیرامون آن به‌کار رفته است.